# Nudomideopsis magnacetabula
Nudomideopsis magnacetabula är en kvalsterart som först beskrevs av Smith 1977.  Nudomideopsis magnacetabula ingår i släktet Nudomideopsis och familjen Mideopsidae. Inga underarter finns listade i Catalogue of Life.